# Paromalus flavicornis
Paromalus flavicornis är en skalbaggsart som först beskrevs av Herbst 1791.  Paromalus flavicornis ingår i släktet Paromalus och familjen stumpbaggar. Enligt den finländska rödlistan är arten sårbar i Finland. Arten är reproducerande i Sverige. Artens livsmiljö är naturlundskogar. Inga underarter finns listade i Catalogue of Life.